# Paul Felix Lazarsfeld

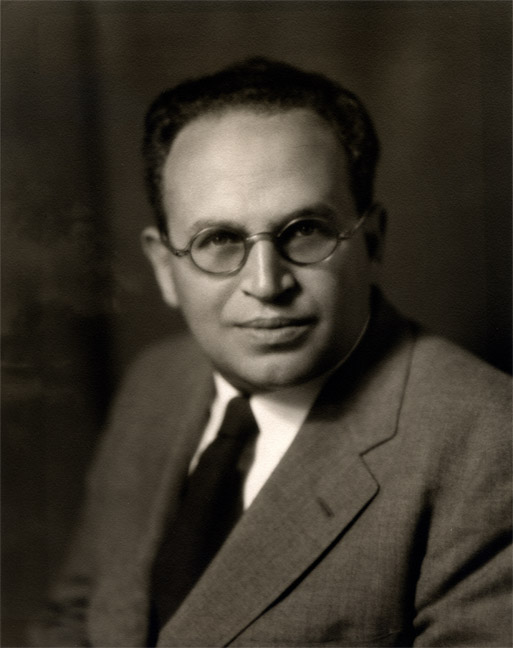
Paul Felix Lazarsfeld

Paul Felix Lazarsfeld (* 13. Februar 1901 in Wien; † 30. August 1976 in New York City, Vereinigte Staaten) war ein österreichisch-amerikanischer Soziologe und wurde auch mit dem Pseudonym Elias Smith bekannt. Er war 52. Präsident der American Sociological Association.

## Lebenslauf

### Frühe Jahre in Wien
Paul Felix Lazarsfeld wurde als Sohn des Juristen Robert Lazarsfeld und der Individualpsychologin Sophie Lazarsfeld (geb. Munk) in Wien geboren. Er wuchs in seiner jüdischen Familie dort auf und besuchte das Akademische Gymnasium in Wien, das er 1919 mit der Matura abschloss.
Er wurde bereits früh als Aktivist des linken Flügels des Verbandes Sozialistischer Mittelschüler politisch aktiv. Später wurde er Mitglied der Sozialdemokratischen Arbeiterpartei Österreichs. Nach Beendigung der Schule begann er ein Studium der Mathematik an der Universität Wien. Er schrieb 1924 seine Dissertation „Über die Berechnung der Perihelbewegung des Merkur aus der Einsteinschen Gravitationstheorie“ und erhielt anschließend den Doktorgrad des Dr. phil.
Von 1924 bis 1925 absolvierte er ein Post-Graduierten-Studium in Frankreich. Er wurde Mitglied der Section française de l’Internationale ouvrière. Im August 1925 nahm er am 2. Kongress der „Sozialistischen Arbeiter-Internationale“ in Marseille teil.
1925 kehrte Lazarsfeld nach Wien zurück. In den Jahren 1925 bis 1929 arbeitete er als Gymnasiallehrer für Mathematik in Wien. Von 1929 bis 1933 war er Mitarbeiter am Psychologischen Institut der Universität Wien, wo er als Assistent von Karl Bühler (1879–1963) und Charlotte Bühler (1893–1974) einen Lehrauftrag für Psychologie erhielt. Von 1930 bis 1933 war er Leiter der Wirtschaftspsychologischen Forschungsstelle in Wien. 1931 erschien er im Adressbuch als Mittelschullehrer mit einer Wohnung im neu eröffneten Karl-Marx-Hof, Wien 19., Boschstraße 17, Stiege 50.
Im Jahr 1926 heiratete er die damals 19-jährige spätere Sozialpsychologin Marie Jahoda. Die Ehe, aus der die Tochter Lotte Franziska Lazarsfeld hervorging (* 17. Juli 1930), verheiratete Bailyn, Sozialpsychologin und Professorin of Management, wurde 1934 wieder geschieden, da Lazarsfeld ab 1932 eine Beziehung mit Herta Herzog hatte.

### Emigration in die USA
Lazarsfeld ging als Stipendiat der Rockefeller Foundation 1933 bis 1935 in die USA. 1935 beschloss er, zu emigrieren und dort zu bleiben. Nach Wien kehrte er nur kurz zurück, um sich ein Immigrantenvisum anstatt des bisherigen Studentenvisums zu besorgen. Die amerikanische Staatsbürgerschaft erhielt er 1943.
Von 1935 bis 1936 arbeitete Lazarsfeld als Supervisor bei der National Youth Administration in New Jersey. Von 1936 bis 1937 war er Direktor des Research Center der University of Newark, New Jersey. Die zweite Ehe mit der Sozialwissenschaftlerin Herta Herzog wurde 1936 wieder geschieden.
Von 1937 bis 1939 war er Direktor des von der Rockefeller Foundation geförderten Office of Radio Research an der Princeton University, das 1939 an die Columbia University in New York City verlegt wurde und später den Namen Bureau of Applied Social Research erhielt. Lazarsfeld war ab 1939 bis zu seinem Tode Fakultätsmitglied der Universität, zuerst als Associate Professor, ab 1940 Full Professor of Sociology. Im Jahre 1963 erhielt er den Titel des Quételet Professor of Social Science.
Von 1940 bis 1949 leitete Lazarsfeld als Direktor das Bureau of Applied Social Research. 1949 legte er die Leitung nieder und verblieb dort ab 1949 als Associate Director. Darüber hinaus war er ab 1949 Chairman des Graduate Department of Sociology. Neben seiner Professur verfolgte er zahlreiche weitere Tätigkeiten. Unter anderem arbeitete er während des Zweiten Weltkriegs als Berater des War Production Board im US-Kriegsministerium. Auch unterstützte er beratend die Arbeiten der sogenannten Research Branch der US-Streitkräfte unter der Leitung des Soziologen Samuel Stouffer. 1949 arbeitete er als Berater der New York Public Service Commission on Canned Music. In den Jahren 1948 bis 1949 hatte er eine Gastprofessor an der Universität Oslo inne. 1949 heiratete er in dritter Ehe die Sozialwissenschaftlerin Patricia Louise Kendall (1921–1990). Ihr Sohn Robert wurde 1953 in New York City geboren. 1951 wurde Lazarsfeld in die American Academy of Arts and Sciences gewählt.
1963 gründete Lazarsfeld zusammen mit Oskar Morgenstern das Institut für Höhere Studien in Wien. Von 1962 bis 1963 und von 1967 bis 1968 war er als Gastprofessor an der Sorbonne in Paris tätig. Außerdem arbeitete er an zahlreichen T.V. Research Commissions und am T.V. Bureau of Advertising mit.
Im Alter von 70 Jahren wurde Lazarsfeld emeritiert. 1974 wurde er in die National Academy of Sciences gewählt. Er arbeitete bis 1976 als Professor of Sociology an der University of Pittsburgh, Pennsylvania. Nach seiner Pensionierung nahm er wieder einen Lehrauftrag an der Sorbonne in Paris an, wo er in französischer Sprache lehrte. Er starb am 30. August 1976 in New York City.
Im Jahr 1994 wurde in Wien-Floridsdorf (21. Bezirk) die Lazarsfeldgasse nach ihm benannt. Am 13. April 2023 fand ein Symposion zu Lazarsfeld im Festsaal des Akademischen Gymnasiums statt und an der Außenseite der Schule wurde eine Ehrentafel für Paul Lazarsfeld enthüllt.

## Sein Werk
Paul F. Lazarsfeld gilt als der Begründer der modernen empirischen Sozialforschung. Lazarsfeld entwickelte die sog. „Latent Structure Analyses“, ein Verfahren, das in enger Verbindung zur Rasch-Skalierung steht.
Als wesentlich gilt die mit Marie Jahoda und Hans Zeisel durchgeführte Studie über „Die Arbeitslosen von Marienthal“. Hier wurden Daten aus unterschiedlichsten Quellen unter der leitenden Fragestellung interpretiert, wobei man sehr unterschiedliche sinnvoll erscheinende Erhebungsmethoden kombinierte. Auf diese Art und Weise entstand ein eindringliches Bild eines von kollektiver Beschäftigungslosigkeit geprägten Industriedorfes und belegte, dass Arbeitslosigkeit einerseits tiefgreifende Auswirkungen auf das Leben und Zusammenleben der Betroffenen hat und andererseits nicht Widerstand und Protest, sondern primär Resignation zur Folge hat.
In den USA erwies er sich als äußerst produktiver Co-Autor; Organisation und Durchführung von Forschungsprojekten bilden den Kern seiner Aktivitäten.
Als bahnbrechend für die Kommunikationsforschung erwies sich die 1940 durchgeführte Studie „The People’s Choice“ (vgl. den Artikel Kommunikationsmodell nach Lazarsfeld). Für diese Studie wurden 600 registrierte Wähler während des Präsidentschaftswahlkampfs begleitet und bezüglich ihrer Reaktion auf den Wahlkampf befragt. Hierbei stellte sich heraus, dass interpersonale Kommunikation einen starken Einfluss auf das spätere Wahlverhalten hat. Von besonderer Bedeutung waren hierbei die sogenannten „Meinungsführer“ als Multiplikatoren von Nachrichten und Meinungen. Die Studie prägte den Begriff „Zwei-Stufen-Fluss der Kommunikation“.
1. Die „opinion leaders“ hören Radio oder lesen Zeitung
2. Dann geben diese ihre Meinung in gefilterter Form der Bevölkerung weiter.

## Paul-Felix-Lazarsfeld-Archiv
Das Paul F. Lazarsfeld-Archiv im Institut für Soziologie in Wien wurde am 11. März 1983 eröffnet. Es befindet sich in den Räumlichkeiten des Instituts für Soziologie der Universität Wien. Geschäftsführer ist seit 2001 der österreichische Soziologe Anton Amann.

## Paul-Lazarsfeld-Professur
Die Fakultät für Sozialwissenschaften an der Universität Wien hat eine jährliche Paul-Lazarsfeld-Gastprofessur ins Leben gerufen, die seit 2008 am Fakultätszentrum für die Methoden der Sozialwissenschaften beheimatet ist.

## Paul F. Lazarsfeld Award
Die American Sociological Association verleiht den Paul F. Lazarsfeld Award an Wissenschaftler, die in ihrer akademischen Laufbahn herausragende methodologische Beiträge in der Soziologie geleistet haben.

## Schriften
- Über die Berechnung der Perihelbewegung des Merkur aus der Einsteinschen Gravitationstheorie. Wien: Selbstverlag 1925, 10 Blatt. Zugleich phil. Diss. Wien 1925.
- Statistisches Praktikum für Psychologen und Lehrer. Mit einem Geleitwort von Charlotte Bühler. Mit 45 Abbildungen im Text. Jena: G. Fischer 1929, VIII, 180 S.
- (mit Marie Jahoda und Hans Zeisel) Die Arbeitslosen von Marienthal. Ein soziographischer Versuch über die Wirkungen langdauernder Arbeitslosigkeit. Herausgegeben und bearbeitet von der Oesterreichischen Wirtschaftspsychologischen Forschungsstelle. Leipzig: S. Hirzel 1933 (= Psychologische Monographien. 5.), 123 S.
- (mit Arthur W[illiam] Kornhauser) The techniques of market research from the standpoint of a psychologist. (Presented at the Institute of management meeting, Hotel Pennsylvania, May 24, 1935.) New York: American Management Association [1935] (= Institute of management series. Institute of management. 16.), 24 S.
- (mit Samuel A[ndrew] Stouffler) Research memorandum on the family in the depression. With the assistance of A[bram] J. Jaffe. Prepared under the direction of the Committee studies in social aspects of the depression. New York: Social Science Research Council [1937] (= Bulletin Social Science Research Council (U.S.). 29. / Studies in the social aspects of the depression. 3.), x, 221 S. Umschlagtitel: The family in the depression.
- (mit Frank Stanton) Radio and the printed page. An introduction to the study of radio and its role in the communication of ideas. (1st edition.) New York: Duell, Sloan, and Pearce 1940 (= History of broadcasting, radio to television.).
- (Herausgeber mit Frank N[icholas] Stanton) Radio research, 1941. New York: Duell, Sloan, and Pearce 1942 (= Essential books.), 333 S.
- Radio research. Volume 2: 1942–1943. New York: Arno Press 1979 (= Perennial works in sociology.), xvi, 599 S. Reprint.
- (mit Bernard R[euben] Berelson und Hazel Gaudet) The people’s choice: How the voter makes up his mind in a presidential campaign. New York: Duell, Sloan, and Pearce 1944, vii, 178 S.
- (mit Harry Field) The people look at radio. Report on a survey conducted by the National Opinion Research Center, University of Denver, Harry Field, director. Analyzed and interpreted by the Bureau of Applied Social Research, Columbia University, Paul F. Lazarsfeld, director. Chapel Hill: The University of North Carolina Press [1946], ix, 158 S.
- The psychological and sociological implications of economic planning in Norway. (This project was outlined and gotten under way by Paul F. Lazarsfeld.) Oslo: Universitet [1948], 120 S. (Maschinschrift hektografiert).
- What is sociology? Oslo: Universitetets studentkontor 1948, 20 S. (Maschinschrift hektografiert).
- (mit Patricia L[ouise] Kendall) Radio listening in America. The people look at radio – again. Report on a survey conducted by the National Opinion Research Center of the University of Chicago, analyzed and interpreted by Paul F. Lazarsfeld and Patricia L. Kendall of the Bureau of Applied Social Research, Columbia University, a second survey sponsored by the N[ational] A[ssociation of] B[roadcasters]. New York: Prentice-Hall 1948, v, 178 S.
- (mit Frank N[icholas] Stanton) Communications research, 1948–1949. (1st edition.) New York: Harper & Brothers 1949 (= Publications of the Bureau of Applied Social Research, Columbia University.), xviii, 332 S.
- (mit Samuel A[ndrew] Stouffer, Louis Guttman, Edward A[llen] Suchman, Shirley A. Star und John A. Clausen) Measurement and prediction. Princeton, N.J.: Princeton University Press 1950 (= Studies in social psychology in World War II. IV.), x, 756 S.
- (Herausgeber mit Robert K[ing] Merton) Continuities in social research. Studies in the scope and method of „The American soldier“. Glencoe, Ill.: The Free Press 1950, 255 S.
- (Hrsg.) Mathematical thinking in the social sciences. Glencoe, Ill.: The Free Press 1954, 444 S.
- (mit Elihu Katz) Personal influence. The part played by people in the flow of mass communications. A report of the Bureau of Applied Social Research, Columbia University. Glencoe, Ill.: The Free Press 1955 (= Foundations of communications research. 2.), xx, 400 S.
- (Herausgeber mit Morris Rosenberg) The language of social research. A reader in the methodology of social research. Glencoe, Ill.: The Free Press 1955, xiii, 590 S.
- (mit Wagner Thielens jr.) Academic mind. Social scientists in a time of crisis. With a field report by David Riesman. (A report of the Bureau of Supplies Social Research, Columbia University.) Glencoe, Ill.: The Free Press 1958 (= The Academic profession.), xiii, 460 S.
- (mit Robert A[lan] Dahl und Mason Haire) Social science research on business. Product and potential. New York: Columbia University Press 1959, 185 S.
- (mit Lawrence R[obert] Klein und Ralph W[infred] Tyler) The behavioral sciences. Problems and prospects. Three papers. Boulder, Col.: University of Colorado, Institute of Behavioral Science 1964, 40 S.
- (mit Raymond Boudon) Le vocabulaire des sciences sociales. Concepts et indices. Paris: Mouton 1965 (= Maison des sciences de l’homme, Paris. Méthodes de la sociologie. 1.), 309 S.
- (Herausgeber mit Neil W. Henry) Readings in mathematical social science. Chicago: Science Research Associates 1966, 371 S.
- (Herausgeber mit William H[amilton] Sewell und Harold L. Wilensky) The uses of sociology. New York: Basic Books [1967], xi, 902 S.
- The use of panels in social research. Oslo: Universitet 1968, 10 Blatt.
- (mit Neil W. Henry) Latent structure analysis. Boston: Houghton, Mifflin 1968, ix, 294 S.
- Am Puls der Gesellschaft. Zur Methodik der empirischen Soziologie. (Deutsch von Helga und Philipp Schwarzer.) Wien–Frankfurt–Zürich: Europa Verlag 1968 (= Europäische Perspektiven.), 184 S. Mit einem Vorwort von Gertrude Wagner.
- Qualitative analysis. Historical and critical essays. Boston: Allyn and Bacon 1972, xvii, 457 S. Mit Beiträgen von James S[amuel] Coleman, Raymond Boudon und C[harles] Wright Mills.
- Main trends in sociology. (Originally published as Chapter 1 in Main trends of research in the social and human sciences, Part 1, Mouton / UNESCO 1970.) New York–London: Harper & Row 1973 (= Harper torchbooks. 1781. / Sociology.), 115 S.
- (mit Jeffrey G. Reitz und Ann K. Pasanella) An introduction to applied sociology. New York: Elsevier 1975, vii, 196 S.
- (mit Talcott Parsons und Edward Shils) Soziologie – autobiographisch. Drei kritische Berichte zur Entwicklung einer Wissenschaft. Geleitwort von Heinz Hartmann. (Übersetzung der Beiträge von Talcott Parsons und Edward Shils Modeste zur Nedden Pferdekamp, des Beitrags von Paul F. Lazarsfeld Heinz Hartmann.) Stuttgart: Enke 1975 (= Flexibles Taschenbuch.), X, 232 S. Darin von Paul F. Lazarsfeld: Eine Episode in der Geschichte der empirischen Sozialforschung.
- Soziologie – autobiographisch. Drei kritische Berichte zur Entwicklung einer Wissenschaft. Geleitwort von Heinz Hartmann. (Übersetzung der Beiträge von Talcott Parsons und Edward Shils Modeste zur Nedden Pferdekampf, des Beitrags von Paul F. Lazarsfeld Heinz Hartmann.) München: Deutscher Taschenbuch-Verlag 1975 (= dtv. 4160. / Wissenschaftliche Reihe.), X, 232 S.
- On social research and its language. Edited and with an introduction by Raymond Boudon. Chicago–London: The University of Chicago Press 1993 (= The heritage of sociology.), vii, 333 S.